# Clematis phlebantha
Clematis phlebantha là một loài thực vật có hoa trong họ Mao lương. Loài này được L.H.J.Williams mô tả khoa học đầu tiên năm 1968.